# Bethlen Gábor Református Gimnázium
A Bethlen Gábor Református Gimnázium Hódmezővásárhely iskolája.
Valószínűleg már a XVI. században is működött a Debreceni Református Kollégium partikulájaként, azonban 1723-ban szerkesztették meg a vásárhelyi református iskola törvényeit, ettől kezdve dokumentáltan folyamatosan működik. Mai műemlék főépülete Sándy Gyula tervei alapján 1896-ban épült, neogótikus stílusban.

## Története[2]
A gimnázium a debreceni kollégiumhoz kötődve 1723-ban lett folyamatosan működő latin iskola. 1854-ben mint algimnázium nyilvánossági jogot kapott, 1873-tól főgimnázium. Az iskola 1883-ban új épületszárnnyal bővült, 1896-1897-ben épült fel a ma is használt épület. Bethlen Gábor (1580-1629) erdélyi fejedelem nevét 1930-ban vette fel. 1948-ban államosították. 1994-ben visszatért a Református Egyház kebelébe a gimnázium, és visszavette a Bethlen Gábor Református Gimnázium nevet. A háromszintes épület Sándy Gyula tervei alapján préstéglából készült, műkő elemekkel. Stílusa eklektikus, historizáló, korai reneszánsz és magyar népi motívumok, díszítések felhasználásával.

## Belső és külső tér[3]
A szecessziós vasalású főbejárati kapun át csúcsíves keresztboltozatú sokszögű előcsarnokba lépünk. Itt Bethlen Gábort és  Kálvin Jánost ábrázoló szobrok (Kamotsay István), a második világháború tanár és diák áldozatainak emléktáblája, valamint Németh László író diófába vésett sorai láthatók. A földszinti és az emeleti Pantheon domborművei Hódmezővásárhely és a gimnázium kiemelkedő személyiségeinek állít emléket. A portrék többségét a nyaranként itt dolgozó főiskolai szobrásznövendékek készítették. A folyosókon látható domborművek többek közt Banga Sámuel tanárt, Bíbó Lajos írót, Bodnár Bertalan tanárt, Endre Béla festőt, Futó Mihály tanárt, Garzó Imre tanárt, Imre József orvostudóst, Imre Sándor pedagógiai írót és művelődéspolitikust, Ormos Ede újságírót és Péczely Attila népzenekutatót is jelenítik meg. Az udvaron látható római kori szarkofágok, oltárkövek, szobortöredékek Brigetióból (Ószőny) származnak, Matók Béla vásárhely egykori főügyésze adományozta a gimnáziumnak. A bronz díszkutat Kamotsay István készítette 1967-ben. A 335 cm magas oszlopon 32 téglalap alakú mezőt láthatunk, melyek fele-fele arányban, egymást váltva fémgrafikákat és hegesztett betűkből álló feliratokat tartalmaznak. A feliratok szövegét Kamotsay István írta, melyek az emberiség és a magyarság életigazságait összegzik. 1988-ban a romániai falurombolás elleni tiltakozásul a Bethlen Gimnázium tantestülete Erdély történetét és magyar vonatkozásait bemutató emlékfalat emelt.

## Könyvtár[3]
A gimnázium bibliotékája két részből áll. A földszinten találjuk a tanári könyvtárat, mely 45 ezer könyvet foglal magába. Az első emeleten, a 25 ezer kötetet magába foglaló, az egykori dísztermet olvasótermes, galériás ifjúsági könyvtárrá alakították át. Az iskola két és fél évszázados könyvtára a város büszkesége. Az 1758-ban már létező könyvgyűjtemény későbbi fontosabb alkotórészei: Széll Sámuel által kezelt olvasótársasági bibliotéka, Nagy Ferenc-féle gyűjtemény, Baranyi Elek páratlan értékű magánkönyvtára. A könyvritkaságok közül kiemelésre kívánkozik: Temesvári Pelbárt 1514-ben, Lyonban kiadott Sermones Pomerii című műve, Bonfini 1758-ban, Bázelben kiadott Rerum Ungaricarum decades című könyve, Abrosius Calepinus 1598-as 11 nyelvű szótára. Németh László Kossuth-díját ajánlotta fel 1957-ben a könyvtár gyarapítására. Az ifjúsági könyvtár Radnóti-ajtójának domborművei a firenzei Porta de Paradiso-ra emlékeztetnek, mely Kligl Sándor alkotása.

## Képzési, szervezési sajátosságok[4][5]
- 8 évfolyamos képzés (emelt óraszámú képzés nyelvi tehetségterületen, emelt óraszámú képzés természettudományos tehetségterületen)
- 4 évfolyamos képzés (magyar – történelem – művészetek, matematika – fizika - informatika, biológia – kémia, angol)
- ECDL vizsga

## Nevezetes tanárok[6]
- Bodnár Bertalan
- Csatáry Endre
- Dr. Grezsa Ferenc
- Erdélyi P. Sámuel
- Farkas Ferenc
- Futó Mihály
- Garzó Imre
- Imolya Imre
- Imre Sándor
- Németh László
- Rosztóczy Ernő
- Steiner Béla
- Szikszay Benjámin
- Szőnyi Benjámin
- Tölcséry István
- Szabó Magda

## Nevezetes diákok[6]
- Antal Imre, előadóművész
- Dr. Bárdos Jenő, egyetemi tanár
- Bencze János, kosárlabdázó
- Benyhe János, író, műfordító
- Fenyvesi Félix Lajos, író
- Fodor József, festő
- Göbölyös N. László,  újságíró, történész
- Dr. Grezsa István, orvos, politikus
- Gyulai József, fizikus
- Gyuricza József, tőrvívó világbajnok
- Dr. Hadas János, igazságügyi szakértő
- Halla József, operatőr
- Harmatta János, akadémikus
- Ilosfalvy Róbert, operaénekes
- Dr. Imolya Imre, katonai ügyész
- Dr. Imre László, irodalomtörténész
- Juhász Katalin, tőrvívó világbajnok, olimpiai bajnok
- Kárász József, író
- Kenéz Ernő operaénekes, gyógyszerész
- Lányi "Lala" Lajos, előadóművész, zeneszerző
- Dr. Lázár János, jogász, politikus
- Dr. Márki-Zay Péter, közgazdász, politikus
- Olasz Sándor, író, szerkesztő
- Dr. Ormos Jenő, professzor
- Dr. Pap Ákos, orvos
- Pikali Gerda, színésznő, szinkronszínész
- Rosztóczy István, mikrobiológus
- Dr. Sipka Sándor, orvos
- Dr. Szenti Tibor, író
- Tárkány Szűcs Ernő, jogtudós

## Tehetséges fiatalok elismerésére szolgáló díjak[7]
- Bethlen-díj: legjobb közösség
- Németh László-díj: legjobb egyéni összteljesítmény
- Grezsa Ferenc-díj: humán
- Balogh Imre-díj: sport
- Gyáni Imre-díj: történelem
- Hajnal Imre-díj: magyar
- Imolya Imre-díj: humán, latin
- Imolya Sándor-díj: matematika
- Kiss Gusztáv-díj: természettudomány
- Pap Ákos-díj: költészet
- Muzsi Imre-díj: általános humán
- Sipka Sándor-díj: humántudományok
- Steiner Béla-díj: ének-zene
- Sipka Sándorné-díj: idegen nyelv
- Szent-Györgyi Albert-díj: természettudományok, biológia
- Pákozdy László Márton-díj: református vallás
- Pölös-díj: támogatás bejárók számára

## Testvérintézmények[6]
- Otto Hahn Schule, Frankfurt am Main, Németország

## További információ
Futó Mihály: A hód-mező-vásárhelyi államilag segélyezett ev. ref. főgymnasium története (Hódmezővásárhely, 1897) Online
1. ↑  Kapcsolat | Bethlen Gábor Református Gimnázium és Szathmáry Kollégium. (Hozzáférés: 2019. június 12.)
2. ↑  Bethlen Gábor Református Gimnázium - Látnivalók. itthon.hu. [2015. november 17-i dátummal az eredetiből archiválva]. (Hozzáférés: 2015. november 16.)Könyvtárának múltja és muzeális értékeihttp://www.bgrg.hu/content/k%C3%B6nyvt%C3%A1r Archiválva 2017. december 22-i dátummal a Wayback Machine-ben(Hozzáférés: 2017. december 19.)
3. 1 2  Bethlen Gábor Református Gimnázium - Látnivalók. itthon.hu. [2015. november 17-i dátummal az eredetiből archiválva]. (Hozzáférés: 2015. november 16.)
4. ↑  Képzések. (Hozzáférés: 2019. szeptember 20.)[halott link]
5. ↑  ECDL | Bethlen Gábor Református Gimnázium és Szathmáry Kollégium. bgrg.hu. (Hozzáférés: 2019. szeptember 19.)
6. 1 2 3  Református Oktatásügy. oktatas.reformatus.hu. [2007. június 10-i dátummal az eredetiből archiválva]. (Hozzáférés: 2015. november 16.)
7. ↑  Bethlen Gábor Református Gimnázium és Szathmáry Kollégium. tehetseg.hu. (Hozzáférés: 2015. november 16.)